# August Ludwig Schott
August Ludwig Schott (* 25. November 1751 in Göppingen; † 5. April 1787 in Erlangen) war ein deutscher Rechtsgelehrter und Hochschulprofessor. Er war Defendent, Hofgerichtsadvokat und Professor der Rechte in Tübingen sowie Hofrat in Erlangen.

## Leben und Wirken
August Ludwig Schott war der Sohn von Christoph Friedrich Schott, dem Göppinger Diakonus und späteren Tübinger Professor und Bibliothekar. Er studierte in Tübingen, wo er 1768 Magister wurde, sich dann der Rechtsgelehrsamkeit widmete und 1772 die juristische Doktorwürde erhielt. 1773 unternahm er eine Reise durch einen großen Teil Deutschlands und der Schweiz.
1774 praktizierte er als Württembergischer Regierungsadvokat in Tübingen und hielt dort juristische Vorlesungen, so dass er schon 1775 auf eine Professur am dortigen Collegium illustre berufen wurde. Im September 1778 wurde er zum außerordentlichen Professor der Rechte an der Universität Tübingen ernannt. Im September 1781 folgte er dem Ruf als fünfter ordentlicher Professor der Rechte an der Universität Erlangen, erhielt 1783 die Stelle eines fürstlich Brandenburgischen Hofrats und rückte 1784 auf die vierte Stelle der Fakultät nach.
Er galt als gründlicher und unermüdeter Lehrer, der sich mit Jura, Philosophie sowie alten und neuen Sprachen auskannte. Im Umgang war er freundlich, in seinen Urteilen bescheiden und wegen seines angenehmen und deutlichen Vortrags von seinen Zuhörern sehr geschätzt.
Der Tübinger Philosophieprofessor Andreas Heinrich Schott war sein Bruder.

## Veröffentlichungen
- Canz, Eberhard Christoph und Schott, August Ludwig: De furto ex necessitate commisso ad art. CLXVI ord. crim. Carol.; 1772[2]
- Schwebel, Nicolaus und Schott, August Ludwig: Natalem Tricesimvm Serenissimi Principis Ac Domini Domini Christiani Friderici Caroli Alexandri Marggravii Brandenbvrgici …; Onoldi 1765
- Huber, Johann Ludwig und Schott, August Ludwig: Vermischte Gedichte; Erlangen 1783
- Schott, August Ludwig und Dapping, Wilhelm Ludwig: Dissertatio inauguralis iuridica sistens observationes ex iure patronatus ecclesiae pluribus competente, speciatim de praesentatione per turnum; Tubingae 1778
- Schott, August Ludwig und Mühlpfort, F. T.: Diss. inaug. iur. sistens observationes de legibus connubialibus, earumque necessaria emendatione; Erlanga 1782
- Bensen, Carl Daniel Heinrich und Schott, August Ludwig: Materialien zur Polizei-, Kameral- und Finanzpraxis; Erlangen (1803)
- Betonakis, M. N. und Schott, August Ludwig: Syllogē hapantōn tōn nomōn, diatagmatōn, diataxeōn, kanonismōn, kl. tōn aphorōntōn tēn astykēn en genei hygeionomian …; Athēnēsi 1860
- Betonakis, M. N. und Schott, August Ludwig: Bericht über die Leistungen des Weiblichen (Sievekingschen) Vereins für Armen- und Krankenpflege; Hamburg 1834
- Bensen, Carl Daniel Heinrich und Schott, August Ludwig: Materialien zur Polizei-, Kameral- und Finanzpraxis; Erlangen (1801)
- Bensen, Carl Daniel Heinrich und Schott, August Ludwig: Bericht des in der Generalversammlung gewählten Ausschusses, enthaltend die in der Generalversammlung vorgelegten Jahresberichte der Rheinisch-Westphälischen Gefängnis-Gesellschaft zur Sittlichen und Bürgerlichen Besserung der Gefangenen; Düsseldorf 1829
- Bensen, Carl Daniel Heinrich und Schott, August Ludwig: Instructie voor het bestuur der Spaarbank, opgerigt door de beide Amsterdamsche departementen der maatschappij: tot nut van't algemeen; [S.l.] [1819]
- Bensen, Carl Daniel Heinrich und Schott, August Ludwig: Beretning om Bodsfaengslets virksomhed; Christiania 1854
- Bensen, Carl Daniel Heinrich und Schott, August Ludwig: Materialien zur Polizei-, Kameral- und Finanzpraxis; Erlangen (1803)
- Bensen, Carl Daniel Heinrich und Schott, August Ludwig: Beretning om Bodsfaengslets virksomhed; Christiania 1856
- Bensen, Carl Daniel Heinrich und Schott, August Ludwig: Compte rendu; Strasbourg 1866
- Bensen, Carl Daniel Heinrich und Schott, August Ludwig: L’ Etat politique et militaire de l’Europe en janv. 1800; Leipsic 1800
- Bensen, Carl Daniel Heinrich und Schott, August Ludwig: Beretning om Bodsfaengslets virksomhed; Christiania 1858
- Nieuwenhuis, A. J. und Schott, August Ludwig: Het Wets-Ontwerp op het Armbestuur in doel en middelen beschouwd door A. J. Nieuwenhuis I deel; Amsterdam 1852
- Buxton, Thomas F. und Schott, August Ludwig: The African Slave Trade and its Remedy; London 1840
- Donckermann, F. H. L. und Schott, August Ludwig: Gedachten over de Noodzakelijkheid en Nuttigheid van een Algemeen Armbestuur; met Aanweizing van heilsame middelen Aegen den voortgang der Armored door F. H. L. Donckermann Met een brief. …van HW Tydeman; Amsterdam 1849
- Donckermann, F. H. L. und Schott, August Ludwig: Congrès International de Bienfaisance; Wechselnde Verlagsorte 1858
- Courier, Paul-Louis und Schott, August Ludwig: Pamphlet des Pamphlets; Paris 1824
- Cella, Johann Jakob und Schott, August Ludwig: Johann Jakob Cella’s freymüthige Aufsätze; Anspach 1785
- Cella, Johann Jakob und Schott, August Ludwig: Congrès International de Bienfaisance; Wechselnde Verlagsorte 1863
- Cella, Johann Jakob und Schott, August Ludwig: Congrès International de Bienfaisance; Wechselnde Verlagsorte 1857
- Dunoyer, Charles und Schott, August Ludwig: De la liberté du travail ou simple exposé des conditions dans lesquelles les forces humaines s’exercent avec le plus de puissance; Paris 1845
- Dutot, S. und Schott, August Ludwig: De l’Expatriation, consideree sous ses rapports economiques politiques et moraux; Paris 1840
- Kopp, … und Schott, August Ludwig: Einige Worte über Armenpflege geistlichen und weltlichen Vorstehern gewidmet; Luzern 1817
- Ducpetiaux, Édouard und Schott, August Ludwig: De la Condition physique et morale des jeunes ouvriers et des moyens de l’améliorer; Bruxelles (1843)
- Dunoyer, Charles und Schott, August Ludwig: De la liberté du travail ou simple exposé des conditions dans lesquelles les forces humaines s’exercent avec le plus de puissance; Paris 1845
- Bernoulli, Christoph und Schott, August Ludwig: Populationistik oder Bevölkerungswissenschaft; Ulm 1840 [erschienen] 1841
- Kleber, Alexius Anselm und Schott, August Ludwig: Ein Wink an Deutschlands Regenten über die schädlichen Mißbräuche der deutschen Preßfreyheit in Beziehung auf den Staat und dessen Verfassung; Germanien 1800
- Faust, Bernhard Christoph und Schott, August Ludwig: Entwurf zu einem Gesundheitskatechismus für die Kirchen und Schulen der Grafschaft Schaumburg-Lippe; Frankfurt u. a. 1793
- Faust, Bernhard Christoph und Schott, August Ludwig: Spaarbank; Dordrecht [1818]
- Franck, Johann Philipp und Schott, August Ludwig: Johann Philipp Frank’s beyder Rechte Doctor und privat Lehrers auf der hohen Schule zu Erlangen System der Landwirthschaftlichen Polizey; Leipzig (1789)
- Garve, Christian und Schott, August Ludwig: Anhang einiger Betrachtungen über Johann Macfarlans Untersuchungen über die Armuth betreffend, und über den Gegenstand selbst, den die behandeln: besonders über die Ursachen der Armuth, den Charakter der Armen, und die Anstalten sie zu versorgen; Leipzig 1785
- Henke, Adolph und Schott, August Ludwig: Zeitschrift für die Staatsarzneikunde; Erlangen 1830
- Bensen, Carl Daniel Heinrich und Schott, August Ludwig: Materialien zur Polizei-, Kameral- und Finanzpraxis; Erlangen (1801)
- Julius, Nicolaus Heinrich und Schott, August Ludwig: Jahrbücher der Gefängnisskunde und Besserungsanstalten; Frankfurt, M. 1845
- Bischoff, Theodor Ludwig Wilhelm und Schott, August Ludwig: Bemerkungen zu dem Reglement für die Prüfung der Ärzte vom 25. September 1869 im früheren nord-deutschen Bunde von Dr. Th. L. W. v. Bischoff; München 1871
- Henke, Adolph und Schott, August Ludwig: Zeitschrift für die Staatsarzneikunde; Erlangen 1833
- Henke, Adolph und Schott, August Ludwig: Kurze Antwort auf die ungeheuchelte Abfertigung des Verfassers der Kritiken und Erinnerungen über die Churfürstlich-Bayerische Verordnung der lyzäistischen und gymnastischen Schulen; Augsburg 1800
- Henke, Adolph und Schott, August Ludwig: Reglement van de Spaarbank, opgerigt door het departement Haarlem, der Maatschappij tot nut van’t algemeen; [S.l.] 1819
- Henke, Adolph und Schott, August Ludwig: Waarde ingezetenen van Leyden en Rhynland!; [S.l.] [1818]
- Henke, Adolph und Schott, August Ludwig: Zeitschrift für die Staatsarzneikunde; Erlangen 1824
- Henke, Adolph und Schott, August Ludwig: German Hospital Dalston; London 1846
- John, Johann Dionysius und Schott, August Ludwig: Lexikon der K. K. Medizinalgeseze; Prag 1790
- Brunner, Christoph L. und Schott, August Ludwig: Ueber das Recht des Staats, milde Stiftungen abzuändern; Nürnberg 1799
- Henke, Adolph und Schott, August Ludwig: Zeitschrift für die Staatsarzneikunde; Erlangen 1837
- Haffner, J. D. und Schott, August Ludwig: Feuerpolizei-Ordnung zur Verhütung von Feuersgefahr; Karlsruhe 1846
- Haffner, J. D. und Schott, August Ludwig: Reglement van de Spaarbank, opgerigt door het departement Haarlem, der Maatschappij: tot nut van’t algemeen; [S.l.] 1829
- Haffner, J. D. und Schott, August Ludwig: Statuten van het Zedelijk Ligcham Charitas; (Amsterdam) (1852)
- Haffner, J. D. und Schott, August Ludwig: Adolph Henke’s Zeitschrift für die Staatsarzneikunde; Erlangen 1844
- Avé-Lallemant, Friedrich Christian Benedikt/Schott, August Ludwig: Das deutsche Gaunerthum in seiner social-politischen, literarischen und linguistischen Ausbildung zu seinem heutigen Bestande; Leipzig 1858
- Henke, Adolph und Schott, August Ludwig: Zeitschrift für die Staatsarzneikunde; Erlangen 1823
- Davenne, H.-J.-B. und Schott, August Ludwig: De l’organisation et du régime des secours publics en France; Paris (1865)
- Davenne, H.-J.-B. und Schott, August Ludwig: Verslag van den Staat en de Verrigtingen van het departement Leiden der Maatschappij "tot nut van ’t Algemeen" sedert Octb. 1845 medegodelt 22 Oct. 1846 door den Secr. de Breuk; (Leiden) (1846)
- Davenne, H.-J.-B. und Schott, August Ludwig: Bericht über die Leistungen des Weiblichen (Sievekingschen) Vereins für Armen- und Krankenpflege; Hamburg 1838
- Davenne, H.-J.-B. und Schott, August Ludwig: Bulletin international des sociétés de secours aux militaires blessés; Genève 1870
- Davenne, H.-J.-B. und Schott, August Ludwig: Vernieuwd reglement voor de Spaarbank, opgerigt door het departement ’s-Gravenhage der Maatschappij: tot nut van’t algemeen; [S.l.] [1823]
- Henke, Adolph und Schott, August Ludwig: Zeitschrift für die Staatsarzneikunde; Erlangen 1842
- Horn, Wilhelm und Schott, August Ludwig: Das preussische Medizinalwesen; Berlin 1858
- Horn, Wilhelm und Schott, August Ludwig: Verslag van de Algemeene Vereeniging tegen het Pauperisme bij de Arbeidende Klassen van den minder gegoeden Stand; 1861
- Abendroth, … und Schott, August Ludwig: Bemerkungen über die Armen-Anstalt von 1791 - 1830; Hamburg 1832
- Hesse, Wilhelm Gottlieb und Schott, August Ludwig: D. Wilhelm Gottlieb Hesse, Kurfürstl. Maynzischen Raths … praktische Abhandlung zu Verbesserung der Feuerspritzen; Gotha 1778
- Hesse, Wilhelm Gottlieb und Schott, August Ludwig: Noch ein Aufruf an Nürnbergs Bürger; S.l. 1800
- Hesse, Wilhelm Gottlieb und Schott, August Ludwig: Adolph Henke’s Zeitschrift für die Staatsarzneikunde; Erlangen 1853
- Henke, Adolph und Schott, August Ludwig: Zeitschrift für die Staatsarzneikunde; Erlangen 1840
- Mauritius, Anton und Schott, August Ludwig: Polens Literatur- und Cultur-Epoche seit dem Jahre 1831 in Kürze dargestellt; Posen 1843
- Henke, Adolph und Schott, August Ludwig: Zeitschrift für die Staatsarzneikunde; Erlangen 1828
- Schott, August Ludwig und Meier, Johann L.: Diss. inaug. iur. sistens observationes de legibus connubialibus, earumque necessaria emendatione; Erlanga 1782
- Schott, August Ludwig und Schlemm, Heinrich Justus Ludwig: De auctoritate iuris can. inter Evangelicos recepti, eiusque usu apte moderando; Erlanga 1781
- Bensen, Carl Daniel Heinrich und Schott, August Ludwig: Materialien zur Polizei-, Kameral- und Finanzpraxis für angehende praktische Staatsbeamten; Erlangen (1802)
- Bensen, Carl Daniel Heinrich und Schott, August Ludwig: Materialien zur Polizei-, Kameral- und Finanzpraxis für angehende praktische Staatsbeamten; Erlangen (1801)
- Bürkli, Johannes und Schott, August Ludwig: Ankündigung einer Ausgabe von J. Bürklis auserlesenen Gedichten, zum Besten der geplünderten durch den Krieg beschädigten Schweizer; [Bern] [1799]
- Bürkli, Johannes und Schott, August Ludwig: Standrede am Grabe des achtzehnten Jahrhunderts; Altona 1800
- Bischoff, Theodor Ludwig Wilhelm/Schott, August Ludwig: Der Einfluss des norddeutschen Gewerbegesetzes auf die Medicin; München 1871
- Büsch, Johann Georg und Schott, August Ludwig: Le Droit des Gens Maritime; Hambourg 1796
- Cella, Johann Jakob und Schott, August Ludwig: Johann Jakob Cella's freymüthige Aufsätze; Anspach 1786
- Bensen, Carl Daniel Heinrich und Schott, August Ludwig: Materialien zur Polizei-, Kameral- und Finanzpraxis für angehende praktische Staatsbeamten; Erlangen (1803)
- Piarron de Chamousset, Claude H. und Schott, August Ludwig: Vues D’Un Citoyen; Paris 1757
- Overbeck, Christian Adolph und Schott, August Ludwig: Darf bei milden Stiftungen von der Bestimmung des Testators abgegangen werden?; S.l. 1799
- Bernoulli, Christoph und Schott, August Ludwig: Populationistik oder Bevölkerungswissenschaft; Ulm 1843
- Glen, William Cunningham und Schott, August Ludwig: The consolidated and other orders of the poor law commissioners, and of the poor law board, with explanatory notes…; London 1855
- Cella, Johann Jakob und Schott, August Ludwig: Johann Jakob Cella’s freymüthige Aufsätze; Anspach 1784
- Dutot, S. und Schott, August Ludwig: De l’Expatriation, consideree sous ses rapports economiques politiques et moraux; Paris 1840
- Fabricius, Johann Christian und Schott, August Ludwig: Joh. Christ. Fabricii, der Oeconomie und Cameral-Wissenschaften Lehrers, Polecey-Schriften; Kiel (1790)
- Dunoyer, Charles und Schott, August Ludwig: De la liberté du travail ou simple exposé des conditions dans lesquelles les forces humaines s’exercent avec le plus de puissance; Paris 1845
- Schott, August Ludwig und Mayer, J. D.: Diss. inaug. iur. sistens collationem iuris commun. et patrii Onoldini de successione ab intestato; Erlanga 1783
- Schott, August Ludwig: Abhandlung von der vortheilhaften Verbindung der schönen Wissenschaften mit der Rechtsgelehrsamkeit; Tübingen 1775
- Schott, August Ludwig: Einleitung in das Eherecht; Nürnberg 1786
- Schott, August Ludwig: Einleitung in das Eherecht; Nürnberg 1802
- Schott, August Ludwig: August Ludwig Schott’s der Weltweisheit und Rechte Doctors, Hochfürstl. Brandenburg-Onolzb. und Culmbachischen Hofraths, ordentl. öffentl. Lehrers der Rechte und Beysitzers der Juristischen-Faeultät auf der friedrich-Alexanders-Universität, auch des königl. bistorischen Instituts zu Göttingen Mitglieds Vorbereitung zur juristischen Praxis; Erlangen 1784
- Schott, August Ludwig und Dieze, Johann Andreas: August Ludwig Schotts der Weltweisheit und Rechten Doctors, Hochfürstl. Brandenburg-Onolzb. und Culmbachischen Hofraths, ordentlich. öffentl. Lehrers der Rechte u. kurzes juristisch-praktisches Wörterbuch als ein besondrer Nachtrag zu seiner Vorbereitung zur juristischen Praxis; Erlangen 1784